# لبنان في ألعاب البحر الأبيض المتوسط 1959
استضافت لبنان النُسخة الثالثة من دورة ألعاب البحر الأبيض المتوسط 1959 والتي أقيمت في مدينة كميل شمعون الرياضية بالعاصمة اللبنانية بيروت خلال الفترة من 11 أكتوبر (تشرين الأول)، وحتى 23 أكتوبر (تشرين الثاني) 1959، بمُشاركة 792 رياضي جميعهم من الذكور مثلوا 11 دولة، وتنافسوا في 17 لعبة رياضية من خلال 108 منافسة.
وتمكنت لبنان خلال منافسات هذه البطولة من حصد ستة ميداليات كان من بينها أول ميدالية ذهبية تفوز بها لبنان في تاريخ البطولة، والتي أحرزها لاعب رفع الأثقال مصطفى لحام في منافسات الوزن 75 كيلوغرام، على الرغم من انخفاض إجمالي عدد الميداليات التي أحرزتها لبنان عن النُسخة الماضية من البطولة من 19 ميدالية إلى 6 ميداليات فقط. واحتلت لبنان بذلك المركز السابع ضمن في ترتيب الدول المُشاركة في هذه النسخة من البطولة.

## الميداليات
احتلت فرنسا المركز الأول من حيث عدد الميداليات التي حصدها لاعبيها خلال هذه النُسخة من البطولة، والتي بلغت 69 ميدالية من بينها 26 ميدالية ذهبية، بينما جاءت في المركز الثاني الجمهورية العربية المتحدة، والتي شاركت في البطولة للمرة الأولى والوحيدة بلاعبين من القطرين المصري والسوري حيث شاركت بعد ذلك في منافسات النُسخة الرابعة من بطولة ألعاب البحر الأبيض المتوسط عام 1963 ولكن برياضيين من القطر المصري فقط بعد انفصال القطر السوري، وفيما يلي جدول يوضح ترتيب الدول الإحدى عشر المُشاركة من حيث عدد الميداليات التي حصلت عليها في هذه النُسخة من البطولة:
| الترتيب | منتخب                     | ذهبية | فضية | برونزية | المجموع |
| ------- | ------------------------- | ----- | ---- | ------- | ------- |
| 1       | فرنسا                     | 26    | 27   | 16      | 69      |
| 2       | الجمهورية العربية المتحدة | 9     | 20   | 17      | 46      |
| 3       | تركيا                     | 13    | 8    | 1       | 22      |
| 4       | إيطاليا                   | 12    | 5    | 4       | 21      |
| 5       | يوغسلافيا                 | 11    | 9    | 8       | 28      |
| 6       | اليونان                   | 8     | 9    | 13      | 30      |
| 7       | إسبانيا                   | 12    | 12   | 5       | 29      |
| 8       | لبنان                     | 3     | 10   | 17      | 20      |
| 7       | تونس                      | 3     | 2    | 1       | 6       |
| 8       | المغرب                    | 2     | 3    | 2       | 8       |
|         | المجموع                   | 106   | 106  | 104     | 316     |

احتلت لبنان المركز الثامن بعدما تمكّن لاعبو لبنان من حصد 30 ميدالية خلال منافسات هذه النُسخة من البطولة من بينها 3 ميداليات ذهبية و10 ميداليات فضية وسبعة عشر ميدالية برزونزية على الرغم من أنّ لبنان كانت البلد المضيف الذي شارك بأكبر عدد من الرياضييّن خلال منافسات هذه النسخة من البطولة والبالغ عددهم 180 رياضي. كانت مُعظم الميداليات التي فاز بها لاعبو لبنان في رياضات المصارعة ورفع الأثقال والفروسية. حقق المُصارع إيلي نعسان الميدالية الذهبية في المصارعة للبنان خلال منافسات هذه النُسخة من البطولة بعدما كان قد حصل على ميداليتين برونزيّتين في النُسختين السابقتين من بطولة ألعاب البحر الأبيض المتوسط. ويوضّح الجدول التالي الميداليات التي أحرزها لاعبي لبنان في الألعاب المختلفة خلال هذه النُسخة من البطولة:
  *   البلد المضيف (مضيف)
| الرياضة       | ذهبية | فضية | برونزية | المجموع |
| ------------- | ----- | ---- | ------- | ------- |
| فروسية        | 2     | 1    | 3       | 6       |
| مصارعة        | 1     | 2    | 4       | 7       |
| رفع أثقال     | 0     | 2    | 5       | 7       |
| ملاكمة        | 0     | 2    | 1       | 3       |
| رماية         | 0     | 1    | 1       | 2       |
| مبارزة        | 0     | 1    | 1       | 2       |
| إبحار         | 0     | 1    | 0       | 1       |
| الكرة الطائرة | 0     | 0    | 1       | 1       |
| كرة القدم     | 0     | 0    | 1       | 1       |
| المجموع       | 3     | 10   | 17      | 30      |

## اللاعبين المُشاركين
شارك 180 لاعبًا من لبنان في منافسات النُسخة الثالثة من بطولة دورة ألعاب البحر الأبيض المتوسط عام 1959، ويوضح الجدول التالي الاعبين الذين تمكنوا من إحراز ميداليات للبنان من خلال مُشاركاتهم في هذه النسخة من البطولة:
| الميدالية | اسم اللاعب الحائز على الميدالية | اللعبة        | المنافسات                               | ملاحظات |
| --------- | ------------------------------- | ------------- | --------------------------------------- | --- |
| ذهبية     | إيلي نعسان                      | المصارعة      | وزن 63 كيلوغرام                         | احتل إيلي نعسان لاعب لبنان المركز الأول، بينما احتل المركز الثاني لاعب الجمهورية العربية المتحدة مصطفى منصور، في حين احتل المركز الثالث نيازي تانيلي لاعب تركيا |
| ذهبية     |                                 | الفروسية      | الخيول العربية - جائزة الأرز            | احتل لاعبو لبنان المركز الأول والثاني والثالث |
| ذهبية     |                                 | الفروسية      | الخيول العربية - جائزة المدينة الرياضية | احتل لاعبو لبنان المركزان الأول والثالث، بينما احتل المركز الثاني لاعبو الجمهورية العربية المتحدة |
| فضية      | هاني زبيب                       | الملاكمة      | وزن 75 كيلوغرام                         | احتل هاني زبيب لاعب لبنان المركز الثاني، بينما احتل المركز الأول لاعب تونس عبد العزيز صلاح الحسني، في حين احتل المركز الثالث أنور سعيد الله هولته لاعب الإمارات العربية المتحدة                                                                                    |
| فضية      | سعد الدين الدغيلي               | الملاكمة      | وزن فوق 81 كيلوغرام                     | احتل سعد الدين الدغيلي لاعب لبنان المركز الثاني، بينما احتل المركز الأول لاعب الجمهورية العربية المتحدة محمود الكيلاني |
| فضية      | منتخب لبنان في المبارزة         | المبارزة      |                                         | احتل لاعبو لبنان المركز الثاني بعدما أحرزوا 4 نقاط، بينما احتل لاعبو فرنسا المركز الأول بعدما أحرزوا 6 نقاط، في حين احتل لاعبو أسبانيا المركز الثالث برصيد نقطتين فقط                                                                                              |
| فضية      |                                 | الفروسية      | الخيول العربية - جائزة الأرز            | احتل لاعبو لبنان المركز الأول والثاني والثالث |
| فضية      | الهولندي الطائر                 | الإبحار       |                                         | حققت لبنان 6 نقاط في حين احتلت اليونان المركز الأول برصيد 9 نقاط، واحتلت الجمهورية العربية المتحدة المركز الثالث برصيد 3 نقاط |
| فضية      |                                 | الرماية       | الحفرة الأولمبية - منافسات الفرق        | حققت لبنان 751 نقطة في حين احتلت الجمهورية العربية المتحدة المركز الأول برصيد 753 نقطة، واحتلت اليونان المركز الثالث برصيد 738 نقطة |
| فضية      | عبد الرحمن طبوحة                | رفع الأثقال   | وزن 56 كيلوغرام                         | تمكن لاعب لبنان عبد الرحمن طبوحة من رفع 237.5 كيلوغرام، بينما احتل المركز الأول لاعب إسبانيا إنريكي جوميز دي سالازار الذي تمكن من رفع 260 كيلوغرام، في حين احتل لاعب الجمهورية العربية المتحدة محمد علي عبد الكريم المركز الثالث بعدما تمكن من رفع 200 كيلوغرام    |
| فضية      | كيفورك لحمدجيان                 | رفع الأثقال   | وزن فوق 90 كيلوغرام                     | تمكن لاعب لبنان كيفورك لحمدجيان من رفع 352,5 كيلوغرام، بينما احتل المركز الأول لاعب الجمهورية العربية المتحدة محمد محمود إبراهيم بعدما تمكن من رفع 200 كيلوغرام |
| فضية      | هاني إبراهيم مونتيشي            | المصارعة      | حرةوزن 57 كيلوغرام                      | احتل المركز الأول لاعب تركيا بيرم أويصال، بينما احتل لاعب الإمارات العربية المتحدة إبراهيم أحمد عبد اللطيف المركز الثالث |
| فضية      | ميشيل النقوزي                   | المصارعة      | يونانية رومانية وزن 57 كيلوغرام         | احتل المركز الأول لاعب الإمارات العربية المتحدة علي كمال السيد، بينما احتل لاعب اليونان ميهايل ثيودوروبولوس المركز الثالث |
| برونزية   | صالح شماس                       | رفع الأثقال   | وزن 60 كيلوغرام                         | تمكن لاعب لبنان صالح شماس من رفع 295 كيلوغرام، بينما احتل المركز الأول لاعب الجمهورية العربية المتحدة محمد حسني عباس بعدما تمكن من رفع 322.5 كيلوغرام، في حين احتل لاعب الجمهورية العربية المتحدة مصطفى أحمد الشيخاني المركز الثاني بعدما تمكن من رفع 315 كيلوغرام |
| برونزية   | نور الدين بدر                   | رفع الأثقال   | وزن 67.5 كيلوغرام                       | تمكن لاعب لبنان نور الدين بدر من رفع 297.5 كيلوغرام، بينما احتل المركز الأول لاعب الجمهورية العربية المتحدة محمد فوزي بعدما تمكن من رفع 357.5 كيلوغرام، في حين احتل لاعب فرنسا روجيه جريه المركز الثاني بعدما تمكن من رفع 350 كيلوغرام                             |
| برونزية   | محمد مرتضى                      | رفع الأثقال   | وزن 75 كيلوغرام                         | تمكن لاعب لبنان محمد مرتضى من رفع 345 كيلوغرام، بينما احتل المركز الأول لاعب الجمهورية العربية المتحدة خضر السيد التوني بعدما تمكن من رفع 387.5 كيلوغرام، في حين احتل لاعب فرنسا رولف ماير المركز الثاني بعدما تمكن من رفع 367.5 كيلوغرام                          |
| برونزية   | عصام الدين خضر آغا              | رفع الأثقال   | وزن 82.5 كيلوغرام                       | تمكن لاعب لبنان عصام الدين خضر آغا من رفع 322.5 كيلوغرام، بينما احتل المركز الأول لاعب فرنسا مارسيل باتيرني بعدما تمكن من رفع 402.5 كيلوغرام، في حين احتل لاعب تركيا ميتين جورمان المركز الثاني بعدما تمكن من رفع 367.5 كيلوغرام                                   |
| برونزية   | محمد القيسي                     | رفع الأثقال   | وزن 90 كيلوغرام                         | تمكن لاعب لبنان محمد القيسي من رفع 320 كيلوغرام، بينما احتل المركز الأول لاعب الجمهورية العربية المتحدة محمد علي عبد الكريم بعدما تمكن من رفع 392.5 كيلوغرام، في حين احتل لاعب إسبانيا خوان رينوم ريبيس المركز الثاني بعدما تمكن من رفع 327.5 كيلوغرام             |
| برونزية   | عباس مسلماني                    | المصارعة      | حرة، وزن فوق 87 كيلوغرام                | احتل المركز الأول لاعب تركيا حميد كابلان، بينما احتل لاعب الجمهورية العربية المتحدة محمد محمود الشرقاوي المركز الثاني |
| برونزية   | أندريه سعادة                    | المصارعة      | حرة، وزن 79 كيلوغرام                    | احتل المركز الأول لاعب تركيا ضياء دوجان، بينما احتل لاعب الجمهورية العربية المتحدة محمد رأفت وهدان المركز الثاني |
| برونزية   | يعقوب رومانوس                   | المصارعة      | يونانية رومانية، وزن 79 كيلوغرام        | احتل المركز الأول لاعب تركيا ضياء دوجان، بينما احتل لاعب الجمهورية العربية المتحدة محمد رأفت وهدان المركز الثاني |
| برونزية   | جان سعادة                       | المصارعة      | رومانية، وزن 87 كيلوغرام                | احتل المركز الأول لاعب تركيا توفيق كيس، بينما احتل لاعب فرنسا موريس جاكيل المركز الثاني |
| برونزية   | جورج كوستي                      | الملاكمة      | وزن 63.5 كيلوغرام                       | احتل المركز الأول لاعب الجمهورية العربية المتحدة سيد محمود النحاس، بينما احتل لاعب تركيا فؤاد بيرول المركز الثاني |
| برونزية   | فريق فلوريه                     | المبارزة      |                                         | احتلت لبنان المركز الثالث بعدما حققت 3 انتصارات، بينما احتلت فرنسا المركز الأول بعدما حققت 6 انتصارات، في حين احتلت الإمارات العربية المتحدة المركز الثاني بعدما حققت انتصارين                                                                                     |
| برونزية   |                                 | كرة القدم     |                                         | احتلت إيطاليا المركز الأول، بينما احتلت تركيا المركز الثاني، في حين احتلت لبنان المركز الثالث |
| برونزية   | بيير عسيلي                      | الفروسية      | الخيول العربية                          | احتل لاعب لبنان بيير عسيلي المركز الثالث بعدما أحرز ¾ 11 نقطة، بينما احتل المركز الأول لاعب الجمهورية العربية المتحدة كابتن جلبي بعدما أحرز 8 نقاط، في حين احتل لاعب الجمهورية العربية المتحدة قباري محمد حماد المركز الثاني بعدما أحرز ¼ 8 نقاط                   |
| برونزية   |                                 | الفروسية      | الخيول العربية - جائزة المدينة الرياضية | احتل لاعبو لبنان المركزان الأول والثالث، بينما احتل المركز الثاني لاعبو الجمهورية العربية المتحدة |
| برونزية   |                                 | الفروسية      | الخيول العربية - جائزة الأرز            | احتل لاعبو لبنان المركز الأول والثاني والثالث |
| برونزية   | عارف دياب                       | الرماية       | لحفرة الأولمبية فردي                    | احتل لاعب لبنان عارف دياب المركز الثالث بعدما أحرز 191 نقطة، بينما احتل المركز الأول لاعب اليونان جورجيوس بانجالوس بعدما أحرز 193 نقطة، في حين احتل لاعب الجمهورية العربية المتحدة محمد عز الدين بدراوي المركز الثاني بعدما أحرز 192 نقطة من أصل 200 نقطة          |
| برونزية   |                                 | الكرة الطائرة |                                         | احتلت إيطاليا المركز الأول، بينما احتلت تركيا المركز الثاني، في حين احتلت لبنان المركز الثالث |